# Cyclothone kobayashii
Cyclothone kobayashii és peix pertanyent a la família dels gonostomàtids. És un peix marí, mesopelàgic i batidemersal que viu entre 0-1.058 m de fondària i entre les latituds 38°S-67°S. Pot arribar a fer 4,2 cm de llargària màxima. Es troba a l'oceà Antàrtic. És inofensiu per als humans.